# Tina Bay
Tina Bay (Odda, 30 maggio 1973) è un'ex fondista norvegese.

## Biografia
In Coppa del Mondo esordì l'11 febbraio 1995 a Oslo (36ª), ottenne il primo podio il 9 dicembre 2000 a Santa Caterina Valfurva (2ª) e l'unica vittoria il 16 dicembre 2001 a Davos.
In carriera prese parte a un'edizione dei Giochi olimpici invernali, Salt Lake City 2002 (25ª nella 10 km, 26ª nell'inseguimento), e a due dei Campionati mondiali (11ª nella 10 km a Lahti 2001 il miglior risultato).

## Palmarès

### Coppa del Mondo
- Miglior piazzamento in classifica generale: 26ª nel 1999
- 2 podi (entrambi a squadre[1]):
  - 1 vittoria
  - 1 secondo posto

#### Coppa del Mondo - vittorie
| Data            | Località                | Nazione | Spec.                                                                     |
| --------------- | ----------------------- | ------- | ------------------------------------------------------------------------- |
| 9 dicembre 2000 | Santa Caterina Valfurva | Italia  | 4x5 km (con Bente Skari, Hilde Gjermundshaug Pedersen e Vibeke Skofterud) |